# Джонатан Морган
Джонатан Морган (англ. Jonathan Morgan, род. 5 февраля 1966 года, настоящее имя — Скотт Гальегос (Scott Gallegos)) — американский порноактёр, порнорежиссёр, продюсер и сценарист, лауреат премии AVN Awards, член зала славы AVN.

## Биография
В течение своей карьеры, которая началась в 1988 году, Джонатан Морган снялся в более чем 800 фильмах. Лауреат многочисленных наград, в том числе премии AVN в номинации «Актёр года» в 1994 году, является членом Зала славы AVN.
C 2003 года женат на порноактрисе Никки Фриц, овдовел в 2020 году.

## Награды
- 1994 AVN Award: лучший актёр (Haunted Nights)
- 1994 AVN Award: лучший сценарий (Haunted Nights)
- 1994 AVN Award: исполнитель года
- 1997 AVN Award: лучший сценарий (Crazed)
- 2000 AVN Award: лучший режиссёр (Double Feature)